# Aulesa
Aulesa is een bestuurslaag in het regentschap Lembata van de provincie Oost-Nusa Tenggara, Indonesië. Aulesa telt 581 inwoners (volkstelling 2010).